# جان برند (ورزشکار)
جان برند (انگلیسی: Jan Brand; ۲۴ ژوئن ۱۹۰۸ – ۲۹ ژوئن ۱۹۶۹) بازیکن هاکی روی چمن اهل پادشاهی هلند بود.